# Bergby och Botlöt
Bergby och Botlöt var en av SCB avgränsad och namnsatt småort i Sigtuna kommun i Stockholms län. Den omfattade bebyggelse norr om Arlanda i Odensala socken till del belägen i Botlöt. Klassningen som småort upphörde 2010 varefter det inte längre existerar någon bebyggelseenhet med detta namn